# Atherina
Atherina es un género de peces ateriniformes de la familia Atherinidae, algunas de ellas con importancia pesquera y muy comercializadas.
La mayoría de estas especies pueden vivir tanto en agua de mar como en agua dulce en los ríos, presentando un comportamiento migrador entre ambos medios.

## Especies
Se reconocen las siguientes especies:
- Atherina boyeri Risso, 1810
- Atherina breviceps Valenciennes, 1835
- Atherina hepsetus Linnaeus, 1758
- Atherina lopeziana Rossignol y Blache, 1961
- Atherina presbyter Cuvier, 1829